# Coppa di Polonia 2013-2014 (pallavolo femminile)
La Coppa di Polonia 2013-2014 si è svolta dal 25 settembre 2013 al 9 marzo 2014: al torneo hanno partecipato venticinque squadre di club polacche e la vittoria finale è andata per la quarta volta al Chemik Police.

## Squadre partecipanti
- BKS
- Pałac Bydgoszcz
- Wisła Cracovia
- Dąbrowa Górnicza
- Orzeł
- KRS Gorlice
- Karpaty Krosno

- Legionovia
- Budowlani Łódź
- UKS Malbork
- Murowana Goślina
- Muszyna
- KSZO Ostrowiec

- PTPS
- Chemik Police
- Chemik Police II
- Developres Rzeszów
- Silesia
- Atom Trefl Sopot

- SMS PZPS Sosnowiec
- Zawisza Sulechów
- Toruń
- Sparta Warszawa
- Nike Węgrów
- Impel

## Regolamento
La competizione prevede sette turni preliminari, dei quali i primi cinque in gara unica e gli ultimi due in gare di andata e ritorno, dopo dei quali viene disputata la final-four: al primo turno giocano le squadre provenienti dai campionati inferiori alla seconda serie, nel terzo turno entrano in gioco le squadre provenienti dal campionato cadetto, mentre le squadre provenienti dalla ORLEN Liga entrano in gioco solo a partire dal sesto turno.

## Torneo

### Secondo turno
| 25 settembre 2013 Malbork | UKS Malbork | 3 - 1 | Chemik Police II | 15-25, 25-19, 25-22, 25-22 |
| -                         | Orzeł       | 3 - 0 | Bye              |                            |
| -                         | Nike Węgrów | 3 - 0 | Bye              |                            |
| -                         | KRS Gorlice | 3 - 0 | Bye              |                            |

### Terzo turno
| 2 ottobre 2013 Elbląg    | Orzeł              | 3 - 1 | Sparta Warszawa    | 25-17, 25-19, 20-25, 25-18 |
| 2 ottobre 2013 Krosno    | Karpaty Krosno     | 3 - 0 | Toruń              | 25-22, 25-14, 29-27        |
| 2 ottobre 2013 Malbork   | UKS Malbork        | 0 - 3 | Murowana Goślina   | 11-25, 16-25, 0-25         |
| 2 ottobre 2013 Sosnowiec | SMS PZPS Sosnowiec | 3 - 1 | Wisła Cracovia     | 25-23, 19-25, 25-17, 25-17 |
| 2 ottobre 2013 Węgrów    | Nike Węgrów        | 3 - 1 | Zawisza Sulechów   | 25-17, 23-25, 25-23, 25-23 |
| 2 ottobre 2013 Gorlice   | KRS Gorlice        | 1 - 3 | Developres Rzeszów | 17-25, 29-27, 21-25, 15-25 |
| -                        | KSZO Ostrowiec     | 3 - 0 | Bye                |                            |
| -                        | Silesia            | 3 - 0 | Bye                |                            |

### Quarto turno
| 20 novembre 2013 Elbląg  | Orzeł              | 0 - 3 | KSZO Ostrowiec     | 21-25, 13-25, 20-25               |
| 20 novembre 2013 Krosno  | Karpaty Krosno     | 3 - 0 | Murowana Goślina   | 25-19, 25-23, 25-19               |
| 20 novembre 2013 Węgrów  | Nike Węgrów        | 1 - 3 | SMS PZPS Sosnowiec | 27-29, 20-25, 25-22, 23-25        |
| 20 novembre 2013 Rzeszów | Developres Rzeszów | 3 - 2 | Silesia            | 24-26, 22-25, 25-12, 27-25, 18-16 |

### Quinto turno
| 4 dicembre 2013 Krosno  | Karpaty Krosno     | 0 - 3 | KSZO Ostrowiec     | 21-25, 19-25, 20-25 |
| 4 dicembre 2013 Rzeszów | Developres Rzeszów | 3 - 0 | SMS PZPS Sosnowiec | 25-15, 25-23, 25-17 |

### Sesto turno

#### Andata
| 23 gennaio 2014 Bydgoszcz               | Pałac Bydgoszcz | 3 - 1 | Developres Rzeszów | 27-25, 25-23, 24-26, 25-17 |
| 28 gennaio 2014 Piła                    | PTPS            | 3 - 0 | Budowlani Łódź     | 25-16, 25-19, 25-19        |
| 29 gennaio 2014 Ostrowiec Świętokrzyski | KSZO Ostrowiec  | 0 - 3 | Dąbrowa Górnicza   | 15-25, 18-25, 23-25        |
| 18 febbraio 2014 Legionowo              | Legionovia      | 0 - 3 | Muszyna            | 17-25, 16-25, 21-25        |

#### Ritorno
| 12 febbraio 2014 Rzeszów          | Developres Rzeszów | 3 - 0 | Pałac Bydgoszcz | 25-19, 25-23, 25-13               |
| 11 febbraio 2014 Łódź             | Budowlani Łódź     | 3 - 2 | PTPS            | 20-25, 26-24, 25-12, 18-25, 15-12 |
| 15 febbraio 2014 Dąbrowa Górnicza | Dąbrowa Górnicza   | 0 - 3 | KSZO Ostrowiec  | 25-13, 25-10, 25-19               |
| 15 febbraio 2014 Muszyna          | Muszyna            | 3 - 2 | Legionovia      | 25-19, 22-25, 25-19, 22-25, 17-15 |

### Settimo turno

#### Andata
| 19 febbraio 2014 Piła             | PTPS               | 0 - 3 | Chemik Police    | 13-25, 12-25, 26-28        |
| 19 febbraio 2014 Rzeszów          | Developres Rzeszów | 3 - 0 | BKS              | 25-22, 25-17, 35-33        |
| 19 febbraio 2014 Dąbrowa Górnicza | Dąbrowa Górnicza   | 3 - 1 | Impel            | 14-25, 25-16, 25-22, 25-16 |
| 23 febbraio 2014 Muszyna          | Muszyna            | 1 - 3 | Atom Trefl Sopot | 25-23, 13-25, 20-25, 23-25 |

#### Ritorno
| 23 febbraio 2014 Police        | Chemik Police    | 3 - 1 | PTPS               | 25-23, 25-23, 20-25, 25-13        |
| 23 febbraio 2014 Bielsko-Biała | BKS              | 3 - 0 | Developres Rzeszów | 25-11, 25-18, 25-21               |
| 24 febbraio 2014 Breslavia     | Impel            | 3 - 2 | Dąbrowa Górnicza   | 23-25, 25-21, 25-17, 23-25, 15-11 |
| 26 febbraio 2014 Sopot         | Atom Trefl Sopot | 0 - 3 | Muszyna            | 22-25, 17-25, 21-25               |

### Final-four
|  | Semifinali       | Semifinali       | Semifinali |         |               | Finale        | Finale | Finale |  |
|  |                  |                  |            |         |               |               |        |        |  |
|  | Chemik Police    | Chemik Police    | 3          |         |               |               |        |        |  |
|  | Chemik Police    | Chemik Police    | 3          |         |               |               |        |        |  |
|  | BKS              | BKS              | 2          |         |               |               |        |        |  |
|  | BKS              | BKS              | 2          |         | Chemik Police | Chemik Police | 3      |        |  |
|  |                  |                  |            |         | Chemik Police | Chemik Police | 3      |        |  |
|  |                  |                  | Muszyna    | Muszyna | 0             |               |        |        |  |
|  | Dąbrowa Górnicza | Dąbrowa Górnicza | Muszyna    | Muszyna | 0             | 2             |        |        |  |
|  | Dąbrowa Górnicza | Dąbrowa Górnicza |            |         |               |               |        |        |  |
|  | Muszyna          | Muszyna          | 3          |         |               |               |        |        |  |

#### Semifinali
| 8 marzo 2014 Ostrowiec Świętokrzyski | Chemik Police    | 3 - 2 | BKS     | 25-14, 24-26, 16-25, 25-18, 15-6  |
| 8 marzo 2014 Ostrowiec Świętokrzyski | Dąbrowa Górnicza | 2 - 3 | Muszyna | 25-23, 25-22, 20-25, 19-25, 15-17 |

#### Finale
| 9 marzo 2014 Ostrowiec Świętokrzyski | Chemik Police | 3 - 0 | Muszyna | 25-15, 27-25, 25-17 |

## Premi individuali
| Premio                 | Giocatrice          | Squadra       |
| ---------------------- | ------------------- | ------------- |
| MVP                    | Anna Barańska       | Chemik Police |
| Miglior attaccante     | Ana Bjelica         | Chemik Police |
| Miglior muro           | Katarzyna Mróz      | Chemik Police |
| Miglior servizio       | Aleksandra Przybysz | Muszyna       |
| Miglior palleggiatrice | Maja Ognjenović     | Chemik Police |
| Miglior ricevitrice    | Paulina Maj         | Muszyna       |
| Migliore difesa        | Agata Sawicka       | Chemik Police |